# Colonat partiaire
« Colonat » redirige ici. Pour l’article homophone, voir Colona.
Pour les articles homonymes, voir Colon.
Le colonat partiaire, appelé aussi travail à la part, est un type de bail rural équivalent au métayage. Il s'agit d'un contrat par lequel le possesseur d'un bien rural le remet pour un certain temps à un preneur (le colon partiaire), qui s'engage à le cultiver, sous la condition d'en partager les produits avec le bailleur.

## Histoire

### Droit romain
Le colonat est une notion issu du droit romain. Un colon (colonus en latin) serait à l'origine un cultivateur immigré, venu d'ailleurs pour cultiver (latin : colere) une terre en location à laquelle il est attaché et doit sa condition. Didier Bondue lui donne quatre sens dans lequel il est employé : les colons romains, les colons latins, les colons auxiliaires et les colons des domaines privés.
Les colons étaient des paysans libres (tenanciers) selon la constitution romaine de Caracalla et des citoyens romains. Mais ils sont chargés d’impôts et le IVe siècle va marquer une dégradation de leur statut. Ils forment un statut intermédiaire entre l'esclave et l'homme libre. Valentinien Ier les fixe au sol en 371 - en 332, Constantin avait établi qu’un colon appartenant à un autre devrait être rendu à son lieu d’origine, celui qui sera confondu sera ainsi lié à sa terre par des entraves de fer et asservi -.
À côté du terme colonus on trouve d’autres mots en usage dans le latin romain : tributarius, adscriptius, inquilinus, originarius, casarii. Ils reflètent un statut entre la liberté et l’asservissement. En 319, une loi distingue colonus et tributarius, un colon simple et un autre qui paie des impôts à son propriétaire ou à l’État. À cela on peut ajouter les originarius et les adscriptius, à savoir ceux attachés à leur lieu de naissance, et ceux attachés au dominus en lui versant un droit. Une loi de 349 parle d’ascriptus du cens, et une autre de 366 de coloni originales. 
Au Ve siècle la main d’œuvre se raréfie, et des terres sont abandonnées, l’attachement à la terre retrouve ici de son importance. Ainsi des Inquilini qui seraient légués sans leurs terres seraient un legs nul. Restent les asservis chasés, un texte de 369 parle de casarii vel coloni. La situation des colons finit par se dégrader pour se confondre avec celle des mancipia ruraux. 
Les colons sont identifiés, à leur détriment, aux servus (serfs), car n'étant pas considérés comme propriétaires mais asservis aux domaines de leurs terres, fait dû à l'effondrement de la distinction entre domaine public et privé et de la perte de subtilité dans le droit romain.

### Moyen-Âge
La notion de colonat va subsister dans la société du Haut Moyen-Âge, ils garderont ce statut d'un homme libre mais asservi par la terre où il est attaché et soumis à un dominus qui est leur possesseur.

### Agriculture coloniale
Ce mode de gestion revient dans la France coloniale à partir de la seconde moitié du XIXe siècle. En effet, avec l'abolition définitive de l'esclavage en 1848, puis le tarissement des filières d'engagisme, les propriétaires de plantations peinent à recruter de la main d’œuvre agricole. Ils proposent alors à une partie des travailleurs un type de contrat différent de celui les liant traditionnellement : le colonat partiaire, mode d’exploitation agricole connu en France sous le nom de métayage depuis le Moyen-Âge. La loi du 18 juillet 1889 vise à donner un cadre légal à l'usage de ce contrat.
Le colonat a maintenu une forme de paternalisme patronal sur le monde paysan des habitations agricoles, mais cette forme de domination n'a pas provoqué de troubles comparables à ceux qui ont par exemple animé les campagnes des Landes françaises.